# Coreea
Coreea este o zonă geografică, o civilizație și un fost stat situat în Peninsula Coreei, în estul Asiei. Acum peninsula este împărțită în Coreea de Nord și Coreea de Sud și se învecinează cu China la nord-vest, cu Rusia la nord-est și cu Japonia spre sud-est, dincolo de Strâmtoarea Coreei.
Coreea a fost unită până în 1948; în momentul de față este împărțită în Coreea de Sud și Coreea de Nord. Coreea de Sud, official Republica Coreea, este o țară capitalistă și democrată, membră a ONU, WTO, OECD și G-20 (țări dezvoltate). Coreea de Nord, oficial Republica Populară Democrată Coreea, este o țară comunistă, fondată de Kim Ir-sen și condusă azi de Kim Jong-un.
Dovezi arheologice și lingvistice sugerează că originile coreenilor au fost în limba altaică, limba migratorilor din centrul și sudul Siberiei dar și a populațiilor din sudul și sud-estul Asiei care au migrat și au populat Coreea antică in valuri succesive din  Neolitic pana in  Epoca Bronzului. Adoptarea sistemului de scriere chinezesc ("Hanja" în coreeană) in secolul II î.Hr, și Budismul în secolul IV d.Hr, au avut efecte profunde.

## Istoria
Una dintre cele mai vechi civilizații ale lumii, Coreea a apărut odată cu întemeierea regatului Gojoseon, în anul 2333 Î.Hr., conform legendei lui Dangun. În secolul al IV-lea, adoptarea budismului și răspândirea scrierii chineze au avut un efect profund asupra societății din această zonă.
După unificarea celor trei regate coreene în 676, Coreea a avut o singură conducere și și-a menținut independența politică și culturală, în ciuda invaziilor mongole din secolul al XIII-lea și a invaziilor japoneze din secolul al XVI-lea. În secolul al XV-lea, în timpul domniei regelui Sejong cel Mare, a fost creat alfabetul corean hangul.
La sfârșitul secolului al XIX-lea, Japonia a forțat Coreea să iasă din sfera de influență a Chinei, intrând în sfera sa de influență. În urma războaielor cu China și Rusia, Japonia a câștigat controlul asupra Coreei, iar în 1910 Coreea a fost anexată Japoniei. În 1919 rezistența coreană împotriva ocupației japoneze brutale s-a manifestat prin mișcarea populară "1 Martie", numită și Mișcarea Samil. Forțele de poliție și armata japoneză au înăbușit cu forța mișcarea, în jur de 7000 de oameni fiind uciși.
În 1945, în urma înfrângerii Japoniei în cel de-al Doilea Război Mondial, armatele Uniunii Sovietice și ale Statelor Unite au ocupat jumătatea de nord, respectiv cea de sud a peninsulei. Cei doi inamici în Războiul Rece au sprijinit formarea unor guverne care agreau propriile ideologii, ajungându-se la împărțirea actuală a Coreei în două state: Coreea de Nord și Coreea de Sud.

## Geografia
Peninsula Coreei este localizată în estul Asiei, întinzându-se pe o fâșie lungă de aproximativ 1.100 km în Oceanul Pacific, fiind înconjurată de Marea Galbenă la vest, Marea Chinei de Est la sud și Marea Japoniei la est. Spre nord-vest, râul Yalu separă Coreea de China, iar spre nord-est, râul Tiumen separă Coreea de Rusia. Considerând aceste granițe naturale, suprafața peninsulei Coreei este de aproximativ 220.000 km², având 8.460 km de țărm. În jurul Coreei există 3.579 de insule, printre cele mai importante fiind Jeju-do, Ulleung-do și Dokdo (ultima fiind revendicată și de Japonia, unde se numește Insula Takeshima).
O mare parte a peninsulei are un relief muntos, în special în partea de nord și în partea de est a Coreei. Cel mai înalt munte este Muntele Baekdu (2744m).